# Hamburger Gast
Der Hamburger Gast war ein seit 2016 von dem Hamburger Förderverein Kulturelle Initiativen e.V. jährlich ausgeschriebenes Literaturstipendium. Es war ein drei Monate währendes, mit monatlich 1500 Euro dotiertes Aufenthalts- und Arbeitsstipendium. In der Art eines Stadtschreibers wohnte der Preisträger während dieser Zeit im Künstlerhaus Vorwerkstift im Karolinenviertel und arbeitet während jeweils eines Monats an wechselnden Orten in Hamburg. Im Jahr 2019 waren das:
- Schloss Bergedorf
- Hausbar des Schmidt Theaters an der Reeperbahn
- KulturWerkstatt im Harburger Binnenhafen
- Zentralbibliothek der Bücherhallen Hamburg

Die Auswahl des Preisträgers erfolgte durch eine Jury aufgrund eines eingereichten unveröffentlichten Textes und eines Motivationsschreibens.
Der Preis wurde zuletzt 2019 vergeben. Unter dem Namen Stadtschreiberin wurde 2021 ein Nachfolgeprojekt initiiert.

## Preisträger
- 2016 Doris Konradi[2]
- 2017 Stephan Roiss[3]
- 2018 Tilman Strasser[4]
- 2019 Katelijne Gillis[5]